# David Ankeye
David Ankeye, né le 22 mai 2002 à Abuja au Nigeria, est un footballeur nigérian qui évolue au poste d'avant-centre au Genoa CFC.

## Biographie

### En club
Né à Abuja au Nigeria, David Ankeye est formé par l'académie du Sidos FC. En janvier 2021, il rejoint le Hammarby IF avec trois autres de ses camarades. Il joue avec l'équipe réserve du club, le Hammarby Talang FF (en), qui évolue en troisième division suédoise.
Le 7 juillet 2023, David Ankeye rejoint le Sheriff Tiraspol après un passage en Tunisie au Hammam Sousse. Le 26 juillet 2023, il joue son premier match en Ligue des Champions en entrant en jeu lors d'une victoire un but à zéro face au Maccabi Haïfa. Titulaire le 10 août 2023 face au FK BATE Borisov, lors d'une rencontre qualificative pour la phase de groupe de la Ligue Europa 2023-2024, Ankeye marque deux buts et contribue à la victoire de son équipe par cinq buts à un. 
Le 31 janvier 2024, David Ankeye prend la direction de l'Italie pour s'engager en faveur du Genoa CFC. Il signe un contrat courant jusqu'en juin 2028. En janvier 2025, après onze matchs avec l'équipe italienne, il est prêté au Rapid Bucarest.

## Palmarès
Il est champion de Moldavie en 2024 avec le FC Sheriff Tiraspol.